# Lista de comunas de Bocas do Ródano

Mapa da França, com a localização do departamento de Bocas do Ródano.

Mapa da França, com a localização Região Administrativa Provença-Alpes-Costa Azul.

Nesta lista estão relacionadas as 119 comunas do departamento francês de Bocas-do-Ródano, quatro arrondissements e 29 cantões, que pertencem a região administrativa de Provença-Alpes-Costa-Azul.
- (CUM) Communauté urbaine de Marseille Provence Métropole, criada em 2000.
- (CAAP) Comunidade de aglomeração de Pays d'Aix-en-Provence, criada em 2001
- (CAAM) Comunidade de aglomeração de Arles-Crau-Camargue-Montagnette, criado em 2004
- (CAG) Comunidade de aglomeração de  Pays d'Aubagne et de l'Etoile, criado em 2007
- (CAO) Comunidade de aglomeração de Ouest de l'Étang-de-Berre, criado em 2001.
- (CAS) Comunidade de aglomeração Berre Salon Durance, criado in 2002.